# Phalotris matogrossensis
Phalotris matogrossensis — вид отруйних змій родини полозових (Colubridae). Мешкає в Південній Америці.

## Поширення і екологія
Phalotris matogrossensis мешкають на південному заході Бразилії, від Гояса до Ріу-Гранді-ду-Сул, в Парагваї, за деякими свідченнями також в Аргентині. Вони живуть у вологих тропічних лісах та в саванах Серрадо і Чако. Живляться комахами, їх личинками та іншими безхребетними, яких шукають в підземних норах.